# John Griffin (Basketballspieler)
John David Griffin (* 16. November 1966 in Long Beach) ist ein US-amerikanischer Basketballtrainer und ehemaliger -spieler.

## Laufbahn

### Spieler
Der 1,95 Meter große Flügelspieler spielte von 1984 bis 1986 am Long Beach City College im US-Bundesstaat Kalifornien und von 1986 bis 1988 an der Biola University. In der Saison 1986/87 führte er Biolas Basketballmannschaft mit einem Punkteschnitt von 19,7 pro Spiel an und erzielte im Schnitt ebenfalls 7,2 Rebounds je Begegnung. Im Spieljahr 1987/88 war er mit 21,1 Punkten und 7,7 Rebounds pro Partie ebenfalls Biolas Bester in diesen beiden statistischen Kategorien.
Griffin begann seine Karriere als Berufsbasketballspieler in Argentinien, 1990 wechselte er zum TV Aflenz nach Österreich, dem Vorgängerverein der Kapfenberg Bulls. In der Saison 1990/91 gelang der Aufstieg in die Bundesliga, nach zwei Jahren in Aflenz schloss sich der Flügelspieler dem Ligakonkurrenten Union Gmunden an, für den er in der Saison 1992/93 auflief.
1993 kam er nach Aflenz zurück, er blieb fünf Jahre, die Mannschaft schloss sich während dieser Zeit der Kapfenberger Sportvereinigung an. 1998 wechselte Griffin für zwei Jahre zum deutschen Zweitligisten TSV Quakenbrück, von 2000 bis 2002 spielte er bei den Wörthersee Piraten in der Bundesliga und 2002/03 für die Fürstenfeld Panthers.

### Trainer
Ab 2003 war Griffin beim Bundesligisten WBC Wels als Co-Trainer und Jugendtrainer beschäftigt, im Februar 2005 übernahm er übergangsweise das Cheftraineramt und kehrte zur Saison 2005/06 auf den Posten des Trainerassistenten zurück. 2007 verließ Griffin Wels und wurde Cheftrainer beim luxemburgischen Verein BBC US Heffingen, 2008/09 trainierte er ebenfalls in Luxemburg Amicale Steinsel und 2009/10 in BBC Etzella aus Ettelbrück. Auch bei seinen drei Stationen im Großherzogtum war er zusätzlich im Jugendbereich als Trainer aktiv.
Von 2011 bis 2013 arbeitete Griffin abermals als Trainerassistent beim WBC Wels in der Bundesliga, zwischen 2013 und 2015 war er beim dänischen Verein Haderslev Basketball Klub Corpia als Trainer der Herrenmannschaft sowie als Jugendtrainer angestellt.
Er kehrte 2015 nach Kapfenberg zurück und bildete in der Saison 2015/16 gemeinsam mit Michael Schrittwieser bei der Bundesligamannschaft eine Trainerdoppelspitze, zudem war im Nachwuchsbereich tätig. Im Spieljahr 2016/17 leitete Griffin als hauptverantwortlicher Trainer den Bundesligisten BC Hallmann Vienna, im Sommer 2017 übernahm er das Traineramt beim luxemburgischen Zweitligisten BC Mess. Er kehrte während der Sommerpause 2019 nach Österreich zurück und wurde als neuer Trainer von BSC Raiffeisen Fürstenfeld vermeldet. Nachdem der Mannschaft im Vorfeld der Saison 2019/20 jedoch die Lizenz für die höchste Spielklasse verweigert worden war, kam die Zusammenarbeit nicht zustande, Griffin wechselte daraufhin als Co-Trainer zum Bundesliga-Aufsteiger SKN St. Pölten.
2021 ging Griffin als Trainer zum TB Weiden nach Deutschland.